# Krystyna Grotkowska
Krystyna Grotkowska (ur. 1 sierpnia 1935 w miejscowości Budel w powiecie garwolińskim, zm. 5 listopada 2015 w Przasnyszu) – agrotechnik, działaczka społeczna.

## Życiorys
Absolwentka szkoły gminnej w Łaskarzewie (wcześniej ukończyła sześć klas w Izdebnie) oraz Technikum Rolniczego w Sobieszynie, gdzie w 1953 r. uzyskała tytuł agrotechnika. W tymże roku rozpoczęła pracę w Państwowym Ośrodku Maszynowym w Przasnyszu. W latach 1957–1962 pracowała w Powiatowym Związku Kółek Rolniczych, następnie była kierownikiem skupu i poradnictwa rolniczego w Okręgowej Spółdzielni Mleczarskiej w Przasnyszu. W 1964 r. została kierownikiem w Warszawskim Przedsiębiorstwie Nasiennym „Centrala Nasienna” Oddział Ciechanów, Ekspozytura Przasnysz; zorganizowała samodzielny Oddział w Przasnyszu. W 1990 r. przeszła na emeryturę.
Przez kilka kadencji była radną miejską w Przasnyszu, w latach 1963–1970 – radną Wojewódzkiej Rady Narodowej w Warszawie. Od 1973 do 2006 r. pełniła funkcję przewodniczącej Komitetu Obwodowego nr 4, następnie Rady Osiedla nr 5 i Zarządu Osiedla w Przasnyszu. Od 2003 r. przewodniczy Zarządowi Rejonowemu Polskiego Związku Emerytów, Rencistów i Inwalidów w Przasnyszu, zabiega o poprawę warunków socjalno-bytowych emerytów oraz o uczestniczenie ich w życiu społecznym, blisko współpracuje ze środowiskami twórczymi powiatu przasnyskiego.

## Odznaczenia i wyróżnienia
- Srebrna Odznaka „Za zasługi dla województwa warszawskiego” (1964)
- Odznaka 1000-lecia Państwa Polskiego
- Odznaka „Zasłużony Pracownik Rolnictwa” (1974)
- Medal 550-lecia Przasnysza (1977)
- Odznaka „Za zasługi dla województwa ostrołęckiego” (1979)
- Złoty Krzyż Zasługi (1980)
- Odznaka „Zasłużony Działacz Ruchu Spółdzielczego” (1981)
- Honorowa Odznaka Ligi Kobiet (1981)
- Medal 40-lecia Polski Ludowej (1984)
- Krzyż Kawalerski Orderu Odrodzenia Polski (1987)

W 2009 otrzymała nagrodę „Przaśnik”.